# That Wasn't Me
"That Wasn't Me" é uma música da cantora e compositora Brandi Carlile, sendo o primeiro single do seu quarto álbum de estúdio Bear Creek.

## Antecedentes
Em 19 de março de 2012,That Wasn't Me é anunciado juntamente com o quarto álbum de estúdio de Brandi Carlile através de seu site oficial. O anúncio afirma que o single seria enviado às rádios em breve. Em 26 de março, via Twitter, Carlile postou na rede social a capa do single e anunciou que o single será lançado online no dia 03 de abril.